# Odón de Urgel
San Odón de Urgel (en catalán: Ot, Dot u Odó d'Urgell), obispo e hijo de los condes de Pallars Sobirá. Fue soldado pero ingresó en la vida religiosa. Posteriormente ascendió a la posición de arzobispo de Urgel en los Pirineos ordenado por el Papa Urbano II. Es venerado como santo por la Iglesia Católica.

## Biografía
De familia noble, era hijo de los condes de Pallars Sobirá,  Artal I y Lucía de la Marca, hermana de Almodis, condesa de Barcelona, por eso también es conocido como Odón de Pallars. De un padre violento, que murió excomulgado, salió un hijo sacerdote, obispo y santo. Según la documentación, consta que en 1087 era diácono de Seo de Urgel y es nombrado como obispo electo de Urgell en 1095. 

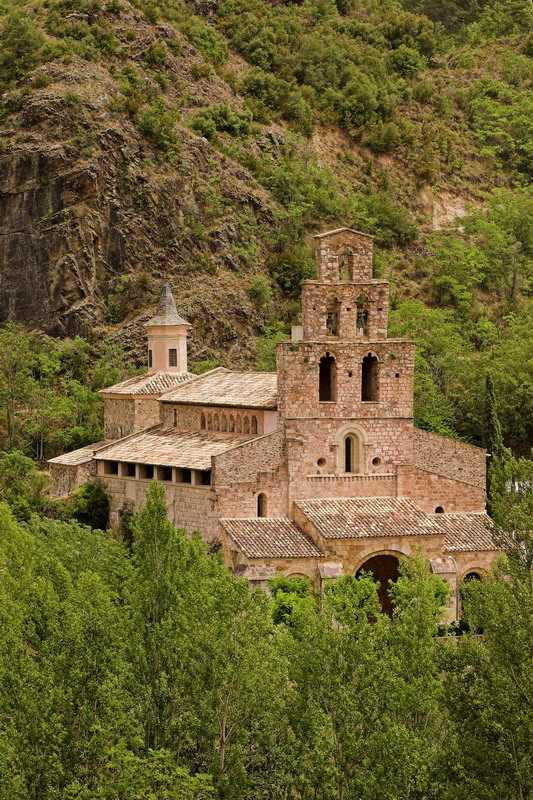
Abadía de Santa María de Gerri, en Gerri de la Sal, donde Odón fue abad y donde fue enterrado.

Según se puede deducir de las noticias escritas, Odón fue nombrado sucesor de Guillermo Arnaldo de Montferrer (1092-1095), mientras este aún ostentaba el cargo episcopal. Se tiene que pensar que obtuvo el beneplácito del obispo saliente y de la comunidad canonical de la región. Por lo que se desprende de los documentos, se cree que fue nombrado obispo en el año 1097, ya que en un documento del 28 de mayo de ese año se le nombra como novi electi episcopi y el 23 de octubre ya se le nombra Urgellensis sedis episcopo. 
San Odón de Urgell intentó mantener un equilibrio de poderes tanto a nivel político como eclesiástico, destacando las conveniencias con los condes Pedro Ramón I de Pallars Jussà y Ermengol V de Urgel, a quien ayudó en 1101 en la primera conquista de Balaguer. Sobresalió por su firmeza con los que soluciona los problemas, debatidos durante mucho tiempo en la Iglesia de Urgell, sobre usurpación de bienes por parte de nobles y obtuvo la restitución de los condes de Urgel y de Pallars y algunos nobles. Al ser erigida la sede de Barbastro para trasladado de la de Roda de Ribagorza, reclamó las iglesias de su diócesis que habían pasado a esa iglesia (1101), lo que ocasionó la intervención de los papas Urbano II y Pascual II: ya en el año 1098, a instancia de Odón, el papa Urbano II había confirmado los bienes y el territorio del obispado de Urgel. 
Durante su pontificado consagró diversas iglesias como las de Guissona y Sant Julià de Cerdanyola, y promovió la construcción de otras, entre las cuales destaca la Catedral de Urgel. 
Fundó cofradías en Santa María de Lillet (1100) y en Santa María de Gerri (1122) para fomentar la devoción y la restauración de los dos monasterios. Especialmente, favoreció a este último cenobio, procurándo la restitución de sus bienes, afiliándolo 1096 a la comunidad de San Víctor de Marsella y rigiéndolo un tiempo como abad poco antes de su muerte, que le llegó en el monasterio de Gerri el 7 de julio de 1122.

## Veneración
Poco después de su muerte, su sepulcro se convirtió en un lugar de peregrinaje. En 1133, su sucesor, Pedro Berenguer, decretó su culto como santo. La festividad se celebra el 7 de julio. Tuvo oficio propio en el breviario hasta la reforma de Pío V de 1568. Es patrón de La Seo de Urgel y del Valle de Aneu.